# Nationalstraße 3 (Japan)
Die Nationalstraße 3 (jap. 国道3号, Kokudō 3-gō) ist eine wichtige Straße in Japan und durchquert Kyūshū von Kitakyūshū bis Kagoshima.

## Verlauf
- Präfektur Fukuoka
  - Kitakyūshū – Munakata – Fukutsu – Koga – Fukuoka – Ōnojō – Dazaifu – Chikushino
- Präfektur Saga
  - Tosu
- Präfektur Fukuoka
  - Kurume – Yame
- Präfektur Kumamoto
  - Yamaga – Kumamoto – Uto – Uki – Yatsushiro – Minamata
- Präfektur Kagoshima
  - Izumi -Akune – Satsumasendai – Ichikikushikino – Hioki – Kagoshima